# Nash (Dakota du Nord)
Pour les articles homonymes, voir Nash.
Nash est une census-designated place située dans le comté de Walsh, dans l’État du Dakota du Nord, aux États-Unis. Sa population s’élevait à 32 habitants lors du recensement de 2010.

## Démographie
| Groupe            | Nash | Dakota du Nord | États-Unis |
| ----------------- | ---- | -------------- | ---------- |
| Blancs            | 93,8 | 90,0           | 72,4       |
| Autres            | 6,2  | 10             | 27,6       |
| Total             | 100  | 100            | 100        |
|                   |      |                |            |
| Latino-Américains | 28,1 | 2,0            | 16,7       |

| 2000 | 2010 | - | - | - | - |
| ---- | ---- | - | - | - | - |
| 36   | 32   | - | - | - | - |

Selon l'American Community Survey, pour la période 2011-2015, 100 % de la population âgée de plus de 5 ans déclare parler anglais à la maison.

## Source
- (en) Cet article est partiellement ou en totalité issu de l’article de Wikipédia en anglais intitulé « Nash, North Dakota » (voir la liste des auteurs).